# Henric Cahman
Henric Cahman, deutsch auch Heinrich Cahman, (* um 1605; † um 1650) war ein schwedischer Orgelbauer deutscher Herkunft. Er war der Begründer der schwedischen Orgelbauerdynastie Cahman. Einer seiner Söhne war der Orgelbauer Hans Henric Cahman (1640–1699), einer seiner Enkel der Orgelbauer Johan Niclas Cahman (~1670–1737). Es gab weitere Orgelbauer unter den Nachkommen von Henric Cahman.
Henric Cahman baute 1631 eine Orgel in Kristianstad.